# العلاقات النرويجية الإريترية
العلاقات النرويجية الإريترية هي العلاقات الثنائية التي تجمع بين النرويج وإريتريا.

## مقارنة بين البلدين
هذه مقارنة عامة ومرجعية للدولتين:
| وجه المقارنة                                              | النرويج                                                   | إريتريا                                      |
| --------------------------------------------------------- | --------------------------------------------------------- | -------------------------------------------- |
| المساحة (كم2)                                             | 385.21 ألف                                                | 117.60 ألف                                   |
| عدد السكان (نسمة)                                         | 5.33 مليون                                                | 6.33 مليون                                   |
| الكثافة السكانية (ن./كم²)                                 | 13.84                                                     | 53.83                                        |
| العاصمة                                                   | أوسلو                                                     | أسمرة                                        |
| اللغة الرسمية                                             | بوكمول، لغات السامي، نينوشك، اللغة النرويجية              | اللغة التغرينية، اللغة العربية، لغة إنجليزية |
| العملة                                                    | كرونة نروجية                                              | ناكفا                                        |
| الناتج المحلي الإجمالي (بليون دولار)                      | 398.83 مليار                                              | 2.61 مليار                                   |
| الناتج المحلي الإجمالي (تعادل القوة الشرائية) بليون دولار | 322.23 مليار                                              |                                              |
| الناتج المحلي الإجمالي الاسمي للفرد دولار أمريكي          | 74.40 ألف                                                 |                                              |
| الناتج المحلي الإجمالي للفرد دولار أمريكي                 | 65.61 ألف                                                 |                                              |
| مؤشر التنمية البشرية                                      | 0.944                                                     | 0.391                                        |
| رمز المكالمات الدولي                                      | +47                                                       | +291                                         |
| رمز الإنترنت                                              | .no                                                       | .er                                          |
| المنطقة الزمنية                                           | ت ع م+01:00، ت ع م+02:00، توقيت وسط أوروبا، أوروبا/أوسلو ‏ | ت ع م+03:00                                  |

## مدن متوأمة
في ما يلي قائمة باتفاقيات التوأمة بين مدن نرويجية وإريترية:
- ترتبط ستافانغر مع مصوع باتفاقية توأمة منذ 1948.

## منظمات دولية مشتركة
يشترك البلدان في عضوية مجموعة من المنظمات الدولية، منها:
| علم المنظمة | اسم المنظمة                        | تاريخ انضمام النرويج | تاريخ انضمام إريتريا |
| ----------- | ---------------------------------- | -------------------- | -------------------- |
|             | مؤسسة التمويل الدولية              | 20 يوليو 1956        | 11 أكتوبر 1995       |
|             | منظمة حظر الأسلحة الكيميائية       | ?                    | ?                    |
|             | البنك الإفريقي للتنمية             | 1963                 | ?                    |
|             | يونسكو                             | 4 نوفمبر 1946        | 2 سبتمبر 1993        |
|             | الأمم المتحدة                      | 27 نوفمبر 1945       | 28 مايو 1993         |
|             | الاتحاد الدولي للاتصالات           | 1866                 | 6 أغسطس 1993         |
|             | منظمة الشرطة الجنائية الدولية      | ?                    | ?                    |
|             | البنك الدولي للإنشاء والتعمير      | 27 ديسمبر 1945       | 6 يوليو 1994         |
|             | الاتحاد البريدي العالمي            | ?                    | ?                    |
|             | مؤسسة التنمية الدولية              | 24 سبتمبر 1960       | 6 يوليو 1994         |
|             | وكالة ضمان الاستثمار متعدد الأطراف | 9 أغسطس 1989         | 10 سبتمبر 1996       |

## وصلات خارجية
- موقع وزارة الخارجية النرويجية